# Prêmios Mara de Ouro
Os Prêmios Internacionais Mara de Oro são uma gala organizada pela Fundação Mara de Oro da Venezuela. São os prêmios mais antigos da Venezuela em termos de artes e entretenimento. Com o slogan "premiando o melhor dos melhores", a cada edição as categorias avaliadas por especialistas da área foram aumentando, abrangendo literatura, medicina, ciências sociais, política, entre outros prêmios.
Sua sede principal é o estado de Zulia ( Venezuela ) de 1955 até o presente, com um correspondente no centro e leste do país para algumas edições especiais. Recentemente, estreou fora da Venezuela com sua edição internacional.

## História
Criada em 10 de outubro de 1955 pelo jornalista zuliano Guillermo Sánchez García, a Mara de Oro mantém o propósito de promover o trabalho de homens e mulheres nacional e internacionalmente. É um dos prêmios pioneiros a incluir uma linha de gaita de foles para o gênero musical autóctone do estado de Zulia.
Durante décadas, o prémio foi proclamado através dos ecrãs da RCTV, pelo mesmo fundador. Após a morte de Sánchez García em 2 de dezembro de 1988, em homenagem à sua memória, o prêmio ficou nas mãos de Hender González, que manteve a essência e o legado por mais de 4 décadas de intenso trabalho, gozando da certificação e credibilidade internacional.
Após a saída inesperada de Hender González, o prêmio continua suas funções sob a direção da advogada Emelina Carrasquero Montes, sendo historicamente a primeira mulher de Zulia a assumir a presidência do precioso prêmio.
Em 2016, passou a se chamar Mara de Oro de Venezuela e Fundação Internacional. Como parte das comemorações de seus 64 anos, em 2019 anunciou a Edição Especial Multidestino para as cidades de Bogotá, Miami e Venezuela, prevista para os meses de novembro e dezembro daquele ano.

## Quartel general
A Mara de Oro de Venezuela e Fundação Internacional mantém sua sede no estado de Zulia ( Venezuela ) de 1955 até o presente, realizando edições especiais em Margarita, Mérida, Lechería e Maturín nos últimos anos.

## Categorias
A Fundação Mara de Ouro de Venezuela e Internacional tem um objeto social bastante amplo que lhe permitiu reconhecer o trabalho de diferentes personalidades da arte, do entretenimento, da mídia, associações profissionais e empresariais ao longo dos anos., para as quais as categorias variam a cada edição mantendo uma diversidade de oportunidades para todas as áreas, todas avalizadas por um grupo de especialistas de uma área específica.
Entre outras categorias especiais estão as da gaita de fole zuliana.

## Distinções
A Fundação tem um conselho de administração que endossa e apoia as seguintes distinções:
- Mara Dourada[4]
- Platina Mara[15]
- Diamante Mara[16]

Todas estas distinções são atribuídas pelos anos de experiência, contribuição científica, cultural, desportiva, comunicacional e artística de cada um dos postulados. Com exceções de maior distinção:
- Diamante Duplo Mara
- Mara Triplo Diamante
- Mara de maras

## Logotipo
Nos últimos anos, com base na identidade da organização, foram tratados diferentes logotipos, que têm como foco principal o isótipo do índio Mara, acompanhado da palavra Mara de Oro, às vezes o ano do aniversário.

## Controvérsia
Em 2006, foram criados os Prêmios Internacionais Mara, com sede em Caracas, o que gerou confusão na mídia na hora de redigir suas notas, incluindo problemas legais de direitos autorais ao associar uma gala de mais de 60 anos com outra que mal completaria 20 anos . Em 2019, um influenciador denunciou esses novos prêmios que, usando a história da Mara de Oro, causaram confusão no artista que seria premiado.
Da mesma forma, em 2022 a polêmica foi gerada novamente pelo uso do nome Latin Mara em outras premiações fraudulentas. No espaço No Te Escaparás, apresentado por Patricia Poleo, foi comentado que Carmen Cecilia Romero, esposa do cantor "El Pollo" Brito, "é quem agora administra os prêmios "boné amarelo" Latin Mara", que, de acordo com o que ela disse, certamente agora eles seriam usados para premiar artistas ligados ao chavismo .